# Хинчегашвили, Владимир
Владимир Хинчегашвили (груз. ვლადიმერ ხინჩეგაშვილი 18 апреля 1991, Гори) — грузинский борец вольного стиля, серебряный призёр Олимпийских игр 2012 года в категории до 55 кг, чемпион летних Олимпийских игр 2016 года в категории до 57 кг, чемпион мира и Европы. Мэр города Гори с октября 2021 года.

## Биография
Владимир Хинчегашвили родился в 1991 году в г. Гори. В настоящее время выступает за домашний спортивный клуб «Динамо».
Отец Владимира Хинчегашвили Георгий Хинчегашвили был борцом, чемпионом Европы по вольной борьбе среди молодежи. Он погиб в 1999 году, когда Владимиру было восемь лет. Впоследствии Владимир Хинчегашвили заявил, что свои спортивные победы он посвящает «светлой памяти своего отца».
Первым успехом грузинского борца на международной арене стало второе место, завоёванное в 2011 году на чемпионате Европы в немецком Дортмунде. В финальной схватке Хинчегашвили уступил российскому спортсмену Джамалу Отарсултанову.
Аналогично для него завершились соревнования в весовой категории до 55 кг на Олимпиаде в Лондоне. Последовательно победив египтянина Фара, болгарина Великова, индийца Кумара и японца Юмото, в финале он проиграл Отарсултанову и завоевал серебряную медаль.
Через год после Олимпиады на домашнем чемпионате Европы, который проходил в Тбилиси, Хинчегашвили боролся в весовой категории до 60 кг. Он дошёл до полуфинала, но в нём уступил российскому спортсмену Опану Сату и завоевал бронзу. На чемпионате Европы 2014 года стал чемпионом в весовой категории до 57 кг. Повторил этот успех на чемпионатах Европы 2016 и 2017 годов в весовой категории до 61 кг. На чемпионате Европы 2018 года, выступив в новой весовой категории до 65 кг, стал бронзовым призёром.
Успехом закончилось выступление на Олимпиаде 2016 года в Рио-де-Жанейро. Выступая в весовой категории до 57 кг,   последовательно победив Нурислама Санаева (Казахстан), Гаджи Алиева (Азербайджан), Владимира Дубова (Болгария) и в финале Рэя Хигути (Япония), Хинчегашвили завоевал золотую медаль.
Выступая на чемпионатах мира, грузинский борец становился вторым на Чемпионате мира 2014 года, чемпионом мира 2015 года, третьим на Чемпионате мира 2017 года.
30 июля 2021 года Хинчегашвили был выдвинут партией «Грузинская мечта» в качестве кандидата на пост мэра Гори на выборах в органы местного самоуправления, в которых победил в начале октября.

## Награды
В ноябре 2016 года вместе с другим олимпийским чемпионом Рио тяжелоатлетом Лашей Талахадзе был награждён Президентским орденом «Сияние».